# 1958年大韓民國國會選舉
1958年大韓民國國會選舉（：／）是韓國第4次国会選舉，該選舉於1958年5月2日舉行，选举韩国第一共和国国会名义上的下议院——民议院（第一共和国从未举行參議院选举，因此实际上是一院制）的议员。

## 选举制度
本次选举根据同年1月通过的協商选举法举行，该法律由执政党自由党与在野党民主党协商通过，根据協商选举法，本次选举制度包括：
1. 民議院采小選區制，參議院采大選區制。
2. 選舉委員會由朝野兩方以同一比例組成。
3. 实施選舉保證金制度，以抑制候選人氾濫，獲得六分之一有效選票的候選人保证金將被沒收。
4. 實行公開選舉制度，控制競選活動及選舉費用。
5. 在選舉期間限制帶有偏見的報道。

另外1958年1月25日參議院选举法完成立法，但由于自由黨反对，本次未能举行參議院选举。

### 基本情形
- 總統：李承晚 (自由党)
- 改選議席數：民議院233席
- 選舉制度：小選區相對多數制
- 选举人数：10,164,428名

## 選舉舞弊
在1956年5月举行的总统选举中，副总统一职由在野民主党的候选人张勉当选，根据宪法副总统是总统继任顺位的第一位，这对执政党自由党来说是一件难以容忍的事。为了排除在野党掌握副总统职位的隐患，自由党计划通过修改宪法取消副总统的总统继任权。然而，宪法修正需要国会三分之二的席位支持，为确保在国会议员选举中获得必要席位，自由党在选举中采取了各种選舉舞弊行为，导致了大规模的选举不公。
選舉舞弊的方式包括：
- 接力式投票

第一个进入投票站的人在投票纸上为自由党候选人画上圈，但并未将投票纸投入票箱，而是将其交给第二位投票者。接着，第二位投票者拿着这张已经填好的投票纸进入投票站，在填写自己的投票纸时也为自由党候选人投票，同时将第一位投票者交给他的投票纸投入票箱，并把自己填写的投票纸交给下一位投票者。如此循环，利用接力的方式，确保每张投票纸都为自由党候选人投票，并在过程中不断确认投票情况。
- 钢琴式开票

在清点选票时，负责读票的工作人员会在手指上蘸上印泥。当读到在野党候选人的选票时，工作人员巧妙地用手指在选票上的其他候选人名字下随意点上印泥，就像弹钢琴的动作一样，使在野党候选人的有效选票变成无效选票。
- 猫头鹰式夜间开票

在計票過程中，如果反對派候選人的票數開始超過自由黨候選人的票數，或者有此跡象，投票站的燈就被故意關閉，在黑暗中窜改计票结果。

## 选举结果
由于采用对大政党有利的小選區相對多數制，自由党与民主党获得几乎全部議席，小政党和无党籍候选人大多败选。另外执政的自由党虽然进行選舉舞弊，但民主党在不利状况下席次仍有增加，特别是在城市地區，民主党在首尔16选區赢得14个，大邱、釜山也超过半数，形成「与村野都」現象，最终结果民主党确保阻止修宪所需的1/3席次。
- 投票日：1958年5月2日
- 投票率：87.8％

投票人数：8,923,905名
有效票数：8,573,292票
| 政党   | 議席数 | ％    | 得票数    | ％    |
| ------ | ------ | ----- | --------- | ----- |
| 自由党 | 126    | 54.1  | 3,607,092 | 42.1  |
| 民主党 | 80     | 33.9  | 2,914,049 | 34.2  |
| 统一党 | 1      | 0.4   | 53,716    | 0.6   |
| 其他   | 0      | 0.0   | 140,728   | 1.7   |
| 无所属 | 26     | 11.6  | 1,857,707 | 21.5  |
| 合計   | 233    | 100.0 | 8,573,292 | 100.0 |

## 當選議員
自由党   民主党   統一党   無所属 
| 首爾特別市 | 鐘路區甲         | 尹潽善 | 鐘路區乙     | 韓根祖 | 中區甲       | 朱耀翰 | 中區乙           | 鄭一亨 |
| 首爾特別市 | 龍山區甲         | 嚴詳燮 | 龍山區乙     | 金元万 | 城東區甲     | 劉聖權 | 城東區乙         | 趙炳玉 |
| 首爾特別市 | 東大門區甲       | 閔寛植 | 東大門區乙   | 李榮俊 | 城北區       | 徐範錫 | 西大門區甲       | 金度演 |
| 首爾特別市 | 西大門區乙       | 崔奎南 | 麻浦區       | 金相敦 | 永登浦區甲   | 尹明運 | 永登浦區乙       | 柳鴻   |
| 京畿道     | 仁川市甲         | 金載坤 | 仁川市乙     | 郭尚勲 | 仁川市丙     | 金勲   | 水原市           | 洪吉善 |
| 京畿道     | 高陽郡           | 李成株 | 廣州郡       | 崔仁圭 | 楊州郡甲     | 姜永薫 | 楊州郡乙         | 姜声邰 |
| 京畿道     | 漣川郡           | 李益興 | 抱川郡       | 尹珹淳 | 加平郡       | 洪翼杓 | 楊平郡           | 兪龍植 |
| 京畿道     | 驪州郡           | 金意俊 | 利川郡       | 李起鵬 | 龍仁郡       | 具喆会 | 安城郡           | 吳在泳 |
| 京畿道     | 平澤郡           | 鄭存秀 | 华城郡甲     | 孫道心 | 华城郡乙     | 洪鳳珍 | 始興郡           | 李載灐 |
| 京畿道     | 富川郡           | 張暻根 | 金浦郡       | 鄭濬   | 江華郡       | 尹在根 | 坡州郡           | 丁大天 |
| 京畿道     | 甕津郡           | 兪英濬 |              |        |              |        |                  |        |
| 江原道     | 春川市           | 桂珖淳 | 原州市       | 朴忠模 | 江陵市       | 崔容根 | 春城郡           | 林祐永 |
| 江原道     | 洪川郡           | 李在鶴 | 横城郡       | 張錫潤 | 原城郡       | 洪範憙 | 寧越郡           | 丁奎祥 |
| 江原道     | 平昌郡           | 黄虎鉉 | 旌善郡       | 劉奇洙 | 鐵原郡       | 徐壬寿 | 金化郡           | 朴賢淑 |
| 江原道     | 華川郡           | 朴德永 | 楊口郡       | 崔圭鈺 | 麟蹄郡       | 羅相謹 | 高城郡           | 洪承業 |
| 江原道     | 襄陽郡           | 李東根 | 溟州郡       | 朴容益 | 三陟郡       | 金振晩 | 蔚珍郡           | 田万重 |
| 忠清北道   | 清州市           | 李敏雨 | 忠州市       | 洪炳珏 | 清原郡甲     | 吳範秀 | 清原郡乙         | 郭義榮 |
| 忠清北道   | 報恩郡           | 金善佑 | 沃川郡       | 權福仁 | 永同郡       | 閔壯植 | 鎮川郡           | 鄭雲甲 |
| 忠清北道   | 槐山郡           | 金元泰 | 陰城郡       | 金周黙 | 中原郡       | 鄭商熙 | 堤川郡           | 李泰鎔 |
| 忠清北道   | 丹陽郡           | 趙鍾淏 |              |        |              |        |                  |        |
| 忠清南道   | 大田市甲         | 鄭樂勲 | 大田市乙     | 陳馨夏 | 大德郡       | 朴炳培 | 燕岐郡           | 柳志元 |
| 忠清南道   | 公州郡甲         | 朴忠植 | 公州郡乙     | 金學俊 | 論山郡甲     | 金公平 | 論山郡乙         | 尹潭   |
| 忠清南道   | 扶余郡甲         | 韓光錫 | 扶余郡乙     | 任哲鎬 | 舒川郡       | 禹熙昌 | 保寧郡           | 李源長 |
| 忠清南道   | 青陽郡           | 金彰東 | 洪城郡       | 兪昇濬 | 禮山郡       | 尹炳求 | 瑞山郡甲         | 田泳奭 |
| 忠清南道   | 瑞山郡乙         | 柳順植 | 唐津郡甲     | 印泰植 | 唐津郡乙     | 元容奭 | 牙山郡           | 李敏祐 |
| 忠清南道   | 天安郡甲         | 韓熙錫 | 天安郡乙     | 金鍾哲 |              |        |                  |        |
| 全羅北道   | 全州市甲         | 柳青   | 全州市乙     | 李哲承 | 群山市       | 金元全 | 裡里市           | 金元中 |
| 全羅北道   | 完州郡甲         | 李存華 | 完州郡乙     | 裵聖基 | 鎮安郡       | 李玉童 | 錦山郡           | 柳珍山 |
| 全羅北道   | 茂朱郡           | 金鎮元 | 長水郡       | 鄭準謨 | 任實郡       | 朴世俓 | 南原郡甲         | 趙定勲 |
| 全羅北道   | 南原郡乙         | 安均燮 | 淳昌郡       | 林次周 | 井邑郡甲     | 羅容均 | 井邑郡乙         | 宋榮柱 |
| 全羅北道   | 高敞郡甲         | 鄭世煥 | 高敞郡乙     | 洪淳熙 | 扶安郡       | 申奎植 | 金堤郡甲         | 趙漢栢 |
| 全羅北道   | 金堤郡乙         | 尹济述 | 沃溝郡       | 梁一東 | 益山郡甲     | 金炯燮 | 益山郡乙         | 尹宅重 |
| 全羅南道   | 光州市甲         | 鄭成太 | 光州市乙     | 李弼鎬 | 光州市丙     | 朴興奎 | 木浦市           | 鄭重燮 |
| 全羅南道   | 麗水市           | 鄭在浣 | 順天市       | 尹亨南 | 光山郡       | 李政烋 | 潭陽郡           | 鞠快男 |
| 全羅南道   | 谷城郡           | 趙淳   | 求禮郡       | 李甲植 | 光陽郡       | 黄淑玹 | 麗川郡           | 李恩泰 |
| 全羅南道   | 昇州郡           | 李炯模 | 高興郡甲     | 孫文璟 | 高興郡乙     | 朴哲雄 | 寶城郡           | 安龍伯 |
| 全羅南道   | 和順郡           | 具興南 | 長興郡       | 孫錫斗 | 康津郡       | 金向洙 | 海南郡甲         | 金柄淳 |
| 全羅南道   | 海南郡乙         | 金石辰 | 靈岩郡       | 金俊淵 | 務安郡甲     | 羅判洙 | 務安郡乙         | 劉沃祐 |
| 全羅南道   | 務安郡丙         | 金朔   | 羅州郡甲     | 李社炯 | 羅州郡乙     | 丁明燮 | 咸平郡           | 金義澤 |
| 全羅南道   | 靈光郡           | 曹泳珪 | 長城郡       | 邊鎮甲 | 莞島郡       | 金善太 | 珍島郡           | 孫在馨 |
| 慶尚北道   | 大邱市甲         | 辛道煥 | 大邱市乙     | 李炳夏 | 大邱市丙     | 李雨茁 | 大邱市丁         | 曹在千 |
| 慶尚北道   | 大邱市戊         | 曹逸煥 | 大邱市己     | 李淳熙 | 浦項市       | 河泰煥 | 金泉市           | 文鍾斗 |
| 慶尚北道   | 慶州市           | 安龍大 | 達城郡       | 金成坤 | 軍威郡       | 朴晩元 | 義城郡甲         | 金圭晩 |
| 慶尚北道   | 義城郡乙         | 朴永教 | 安東郡甲     | 權五鍾 | 安東郡乙     | 金翼基 | 青松郡           | 尹鎔球 |
| 慶尚北道   | 英陽郡           | 朴鍾吉 | 盈德郡       | 金元圭 | 迎日郡甲     | 朴順碩 | 迎日郡乙         | 金益魯 |
| 慶尚北道   | 月城郡甲         | 李協雨 | 月城郡乙     | 李鍾駿 | 永川郡甲     | 金相道 | 永川郡乙         | 權仲敦 |
| 慶尚北道   | 慶山郡           | 朴海禎 | 清道郡       | 潘在鉉 | 高靈郡       | 鄭南澤 | 星州郡           | 朱秉煥 |
| 慶尚北道   | 漆谷郡           | 張澤相 | 金陵郡       | 金喆安 | 善山郡       | 金雨東 | 尚州郡甲         | 趙洸熙 |
| 慶尚北道   | 尚州郡乙         | 金正根 | 聞慶郡       | 李東寧 | 醴泉郡       | 鄭載元 | 榮州郡           | 李正熙 |
| 慶尚北道   | 奉化郡           | 鄭文欽 | 鬱陵郡       | 崔秉權 |              |        |                  |        |
| 慶尚南道   | 釜山市中區       | 金應柱 | 釜山市西區甲 | 李相龍 | 釜山市西區乙 | 金東郁 | 釜山市影島區甲   | 李榮彦 |
| 慶尚南道   | 釜山市影島區乙   | 李晩雨 | 釜山市東區甲 | 朴順天 | 釜山市東區乙 | 吳緯泳 | 釜山市釜山鎮區甲 | 李鍾南 |
| 慶尚南道   | 釜山市釜山鎮區乙 | 朴瓚鉉 | 釜山市东莱区 | 金仁浩 | 馬山市       | 許潤秀 | 晋州市           | 金溶珍 |
| 慶尚南道   | 忠武市           | 崔天   | 鎮海市       | 朱金用 | 三千浦市     | 李在賢 | 晋陽郡           | 具泰会 |
| 慶尚南道   | 宜寧郡           | 李泳熙 | 咸安郡       | 趙瓊奎 | 昌宁郡       | 辛泳柱 | 密陽郡甲         | 朴昌華 |
| 慶尚南道   | 密陽郡乙         | 金正煥 | 梁山郡       | 池榮璡 | 蔚山郡甲     | 安德基 | 蔚山郡乙         | 金成鐸 |
| 慶尚南道   | 東萊郡           | 趙一載 | 金海郡甲     | 姜琮武 | 金海郡乙     | 李鍾壽 | 昌原郡甲         | 金炯燉 |
| 慶尚南道   | 昌原郡乙         | 李龍範 | 統營郡       | 徐廷貴 | 巨济郡       | 陳石中 | 固城郡           | 崔奭林 |
| 慶尚南道   | 泗川郡           | 鄭憲柱 | 南海郡       | 金正基 | 河東郡       | 孫永寿 | 山清郡           | 金載瑋 |
| 慶尚南道   | 咸陽郡           | 朴相吉 | 居昌郡       | 徐漢斗 | 陜川郡甲     | 兪鳳淳 | 陜川郡乙         | 崔昌燮 |
| 济州道     | 济州市           | 高湛龍 | 北濟州郡     | 金斗珍 | 南濟州郡     | 玄梧鳳 |                  |        |

### 递补
| 年   | 日期  | 選区             | 当選者 | 当選政党 | 欠員   | 欠員政党 | 欠員事由 |
| ---- | ----- | ---------------- | ------ | -------- | ------ | -------- | -------- |
| 1958 | 9.29  | 慶尚北道大邱市己 | 崔熙松 | 民主党   | 李淳熙 | 自由党   | 当選无效 |
| 1958 | 12.31 | 慶尚北道大邱市丙 | 林文碩 | 民主党   | 李雨茁 | 自由党   | 当選无效 |
| 1959 | 1.3   | 慶尚北道善山郡   | 金東碩 | 無所属   | 金雨東 | 自由党   | 当選无效 |

### 補選
| 年   | 日期 | 選区             | 当選者 | 当選政党 | 欠員   | 欠員政党 | 欠員事由 |
| ---- | ---- | ---------------- | ------ | -------- | ------ | -------- | -------- |
| 1959 | 6.5  | 江原道麟蹄郡     | 全亨山 | 自由党   | 羅相謹 | 自由党   | 当選无效 |
| 1959 | 9.12 | 全羅南道宝城郡   | 黄聖秀 | 自由党   | 安龍伯 | 自由党   | 当選无效 |
| 1960 | 1.23 | 慶尚北道迎日郡乙 | 金長渉 | 自由党   | 金益魯 | 自由党   | 当選无效 |
| 1960 | 1.23 | 慶尚北道荣州郡   | 李正熙 | 自由党   | 李正熙 | 自由党   | 当選无效 |